# NA9
NA9 war ein Experiment am Super Proton Synchrotron des CERN, das 1978 bis 1979 durchgeführt und 1989 abgeschlossen wurde. Ziel war die Erforschung der bei tief-inelastischer Myon-Streuung auftretenden Endzustände. Sprecher der Kollaboration war Terence Sloan von der Lancaster University.

## Aufbau
Der instrumentelle Aufbau von NA9 basierte auf dem Aufbau von NA2, der um einen weiteren Vertexdetektor ergänzt wurde. Durch die Ergänzung war eine fast vollständige Abdeckung des gesamten Raumwinkels möglich.